# Nakahara Shuto
Shuto Nakahara (中原 秀人 Nakahara Shūto, sinh ngày 29 tháng 10 năm 1990) là một cầu thủ bóng đá người Nhật Bản hiện tại thi đấu cho Kagoshima United FC.

## Thống kê câu lạc bộ
Cập nhật đến ngày 23 tháng 2 năm 2018.
| Thành tích câu lạc bộ | Thành tích câu lạc bộ | Thành tích câu lạc bộ | Giải vô địch | Giải vô địch | Cúp                   | Cúp                   | Cúp Liên đoàn | Cúp Liên đoàn | Khác    | Khác      | Tổng cộng | Tổng cộng |
| Mùa giải              | Câu lạc bộ            | Giải vô địch          | Số trận      | Bàn thắng    | Số trận               | Bàn thắng             | Số trận       | Bàn thắng     | Số trận | Bàn thắng | Số trận   | Bàn thắng |
| Nhật Bản              | Nhật Bản              | Nhật Bản              | Giải vô địch | Giải vô địch | Cúp Hoàng đế Nhật Bản | Cúp Hoàng đế Nhật Bản | J. League Cup | J. League Cup | Khác1   | Khác1     | Tổng cộng | Tổng cộng |
| --------------------- | --------------------- | --------------------- | ------------ | ------------ | --------------------- | --------------------- | ------------- | ------------- | ------- | --------- | --------- | --------- |
| 2012                  | Giravanz Kitakyushu   | J2 League             | 5            | 1            | 0                     | 0                     | –             | –             | –       | –         | 5         | 1         |
| 2013                  | Avispa Fukuoka        | J2 League             | 38           | 1            | 0                     | 0                     | –             | –             | –       | –         | 38        | 1         |
| 2014                  | Avispa Fukuoka        | J2 League             | 40           | 0            | 0                     | 0                     | –             | –             | –       | –         | 40        | 0         |
| 2015                  | Avispa Fukuoka        | J2 League             | 16           | 1            | 2                     | 0                     | –             | –             | 2       | 0         | 20        | 1         |
| 2016                  | Avispa Fukuoka        | J1 League             | 2            | 0            | 2                     | 1                     | 2             | 0             | –       | –         | 6         | 1         |
| 2017                  | Giravanz Kitakyushu   | J3 League             | 5            | 0            | 3                     | 0                     | –             | –             | –       | –         | 8         | 0         |
| 2017                  | Kagoshima United FC   | J3 League             | 5            | 0            | –                     | –                     | –             | –             | –       | –         | 5         | 0         |
| Tổng                  | Tổng                  | Tổng                  | 111          | 3            | 7                     | 1                     | 2             | 0             | 2       | 0         | 122       | 4         |

1Bao gồm J1 Promotion Playoffs.